# Samogitien
För det ryska folkslaget, se samojeder.

Samogitiens flagga.

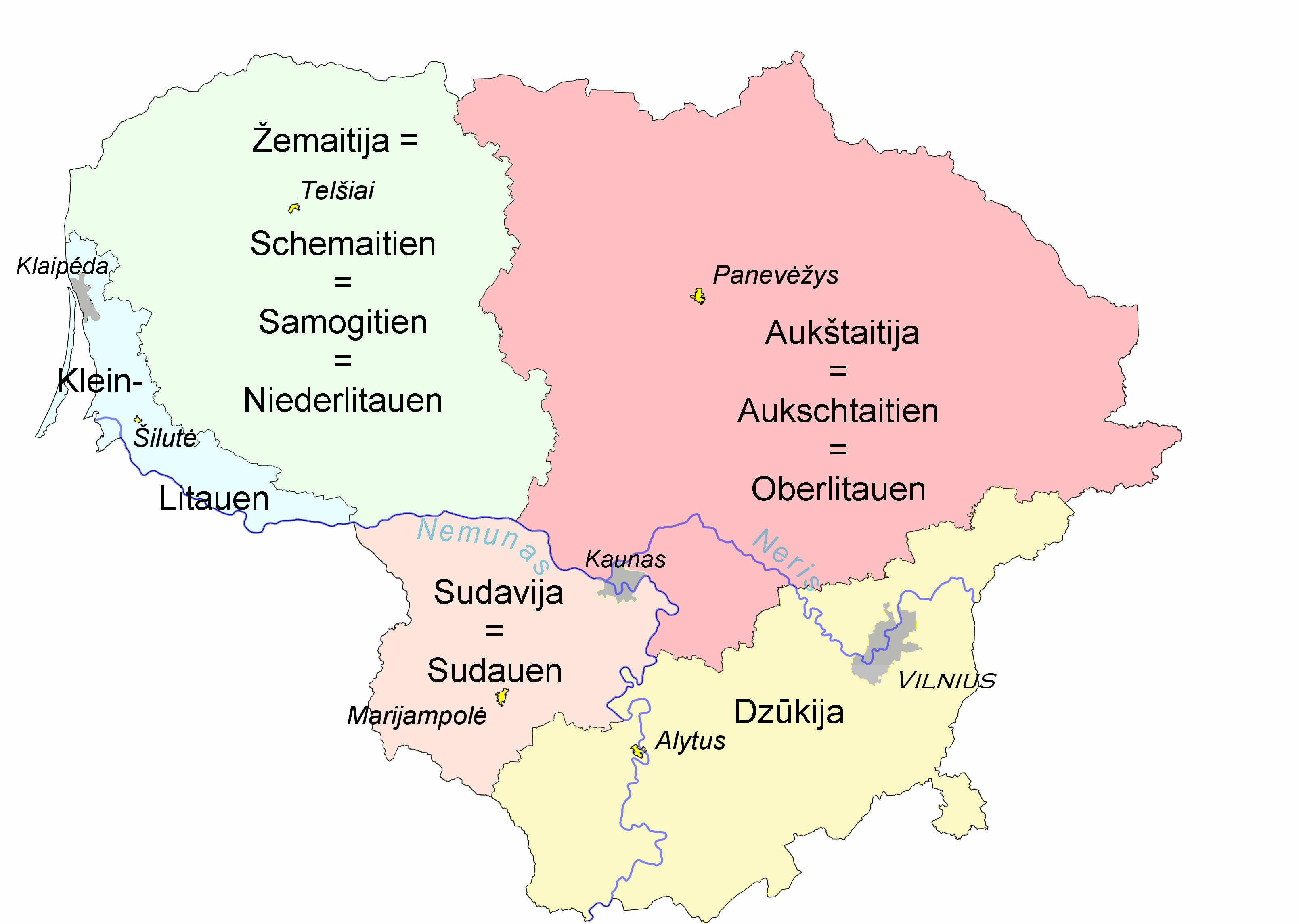
Tyskspråkig karta över Litauens kulturregioner med Samogitiens ungefärliga utbredning i mintgrönt.

Samogitien (samogitiska: Žemaitėjė; litauiska: Žemaitija, ”lågländerna”) är en kulturhistorisk region i västra Litauen. Den är belägen vid Östersjöns kust.
Samogitien är ett av de två stora kulturområdena i dagens Litauen, där det andra heter Aukštatja – "högländerna". Samogitien är beläget väster om Šiauliai och ner mot Östersjökusten. I området har traditionellt talats en dialekt/variant av litauiska som benämns samogitiska.